# Wild branch
Wild branch是電腦程式中的一個名詞，是指分支跳躍指令的目的位址不是有效的程式進入點，這常常是因為程序錯誤，指標陣列index被破壞的結果。之所以用Wild這個形容詞來形容，也是因為其結果難以預測。
Wild branch的影響不容易預測，產生的錯誤可能會依條件而不同：目的位址是否存在、目的位址是否恰好有有效的程式碼。Wild branch發生後，不一定會立刻偵測到，偵測到時，可能一些執行相關的證據已被破壞，或是已在目的位址執行一些原先未計劃要執行的指令，因此相關的除錯非常困難。有時會用调试工具以及像指令組模擬器之類的程式來確認出現Wild branch的原始位置，以及執行前後的相關資訊。